# Macroqueilia
La Macroqueilia. Significa tamaño excesivo de los labios (del griego macros = grande y queilos = labio), pudiendo ser congénita o adquirida.
La primera, que se asocia a veces a otras deformidades congénitas, tales como labio hendido, asimetría facial o macroglosia, es mucho menos interesante que la macroqueilia adquirida, sintomática del mixedema o de la acromegalia. En el mixedema, los rasgos faciales se tornan toscos e inexpresibles, apareciendo los labios tumefactos y ligeramente cianóticos; la lengua, engrosada, puede llegar a asomar entre los dientes. En la acromegalia, lo mismo los labios que la lengua, se vuelven gruesos y abultados, contribuyendo, junto con el progresivo crecimiento de la nariz, orejas y el pronunciado prognatismo, a conferir, a conferir a la cara de los pacientes un aspecto grotesco. En la adenomatosis endocrina múltiple tipo III (véase Endocrinología) se observan unos labios abultados, como tumefactos a causa de la infinidad de pequeños neuromas.
- Datos: Q6725190